# Renault Monastella
Renault Monastella (тип RY1) — автомобиль малого («семейного») класса, выпускавшийся фирмой «Рено» в 1928—1932 годах. От сходной модели «Monasix» отличается вдвое более мощным двигателем и отделкой декоративными деталями по классу «люкс».

## История
Впервые Monastella была представлена публике на Парижском автосалоне 1928 года, а уже в следующем году начался её серийный выпуск. Автомобиль был оснащён 6-цилиндровым двигателем объемом 1476 см³, что выводило его в категорию налогообложения 8CV.
У машин ранних модификаций радиатор, в соответствии с типичной компоновкой автомобилей того периода, располагался за двигателем. После появления модели «Renault Reinastella» в конце 1928 года, он занял место перед двигателем, и ко времени следующего автосалона (октябрь 1929 года), все выпускавшиеся Рено модели, включая «Monastella», лишились старых «режущих ветер» капотов. Кроме того, частично отпала необходимость в выступающих по бокам моторного отсека «жабрах» воздухозаборников, которые ранее направляли воздух на радиатор, расположенный в малодоступном месте.
С 1931 года устанавливался более мощный 33-сильный двигатель и новая решётка радиатора.
В 1933 году производство автомобиля было прекращено, на смену ему пришла модель «Renault Primastella». Всего было выпущено 2797 машин RY-1 и RY-2, 381 — RY-3, 781 — RY-4.

## Модификации
- RY-1 Luxe 1929: представлена на автосалоне в октябре 1928 года, в производстве с сентября 1928 по август 1929 года, кузова и большая часть устройств от «Renault Monasix». Багажные ящики расположены над подножками. Двигатель «Type 300», заднее расположение радиатора. Передняя часть капота закрытая, имеются вертикальные вентиляционные отверстия по бокам капота. Зажигание с помощью катушки и трамблера. Система смазки под давлением с помощью насоса. Однодисковое сухое сцепление. Коробка передач 3+1. Рама с лонжеронами и поперечинами из штампованной стали. Подвеска: передняя жёсткая ось на полуэллиптических рессорах, задний мост подвешен на поперечной рессоре. Тормоза барабанные с тросовым приводом. Масса 1400 кг.
- RY-2 1929/31: премьера на автосалоне 1929 года, производство с 10 сентября 1929 по 18 марта 1931 года. Ликвидированы боковые багажники. Двигатель «Type 328», заднее расположение радиатора. Решётка радиатора с горизонтальными ребрами. Убраны боковые дефлекторы. Масса 1350 кг.
- RY-3 1931/32: в производстве с февраля по октябрь 1931 года, версия «Renault Monasix» в исполнении «люкс». Капот с боковыми вертикальными вентиляционными отверстиями и закреплёнными на нём фонарями. Двигатель «Type 328», затем «Type 354», переднее расположение радиатора. Решётка наклонная с вертикальными ребрами. Передние сиденья раздельные.
- RY-4 1932/33: представлена на автосалоне в октябре 1931 года, выпуск с 14 сентября 1931 по 22 октября 1932 года. Двигатель «Type 354», переднее расположение радиатора. Изменена решётка и боковые дефлекторы на капоте.

## Визуальные отличия от модели «Monasix»
- хромированные детали: колпаки, навесные фары, рама лобового стекла, дверные ручки (типа stella), табличка на бампере по обе стороны отверстия заводной рукоятки «MONA STELLA» и звезда над фирменной эмблемой;
- освещение салона;
- 2-щёточные электрические стеклоочистители;
- панель приборов с индикаторами освещения и зажигания;
- пепельницы в дверях;
- опциональная двухцветная окраска кузова.

Разница в стоимости с моделью «Monasix» составляла около 12 000 франков.

## Автомобиль в массовой культуре

### В кинематографе
Несмотря на относительно небольшое количество произведенных автомобилей, «Renault Monastella» успела сыграть и в кинематографе, в частности, в фильмах «Будю, спасённый из воды» (1932), «Золотой сосуд» (1932) и «Мотылёк».

### В сувенирной и игровой индустрии
Среди продукции, посвящённой герою комиксов «Приключения Тинтина», есть и модель автомобиля, обозначенного как «Renault Monastella», однако, визуальные отличия от варианта «Monasix» либо крайне малозаметны, либо отсутствуют; тем более, что данный автомобиль обозначен как такси.